# Tristan-Samuel Weissborn
Tristan-Samuel Weissborn, noto anche come Sam Weissborn (Vienna, 24 ottobre 1991), è un ex tennista austriaco.
Specialista del doppio, ha disputato tre finali nel circuito ATP tra cui quella al Monte Carlo Masters 2023. Ha inoltre vinto diversi titoli nei circuiti minori e il suo miglior ranking ATP è stato il 50º posto nel luglio 2023. In singolare ha vinto solo un titolo ITF e dal 2017 ha giocato quasi esclusivamente in doppio.

## Biografia
Impara a giocare a tennis a tre anni dal padre Werner, che aveva una scuola di tennis, e il suo idolo da bambino era il tennista James Blake.

## Carriera

### 2009-2014, inizi da professionista e primi titoli ITF
Fa la sua prima apparizione tra i professionisti nel maggio 2009 con una sconfitta al primo turno delle qualificazioni al torneo ATP di Monaco di Baviera. L'esordio in doppio avviene nell'agosto successivo e raggiunge la semifinale al torneo ITF Slovak Republic F2. In dicembre alza il primo trofeo da professionista vincendo il titolo in doppio al Dominican Republic F3. Già a inizio carriera dimostra di essere maggiormente competitivo in doppio, vince il suo unico titolo in singolare della carriera nel maggio 2013 all'Egypt F8, dopo che ne aveva vinti 12 in doppio. Nel finale di stagione vince altri 2 titoli ITF in doppio e nel 2014 ne vince 4.

### 2015-2019, primi 11 titoli Challenger , due semifinali ATP e top 80
Inizia a giocare con continuità nel circuito Challenger nel 2015 e quello stesso anno abbandona il circuito ITF dopo aver vinto 23 tornei in doppio. A novembre si aggiudica il primo titolo Challenger vincendo il torneo di Ortisei assieme a Maximilian Neuchrist, superando in finale Nikola Mektić / Antonio Šančić. Nella primavera del 2016 vince i tornei di  Ostrava e Heilbronn in coppia con Sander Arends, e a giugno entra per la prima volta nella top 100 del ranking. Ancora con Arends fa il suo debutto nel circuito maggiore in luglio, arrivano in semifinale allo Swiss Open Gstaad e vengono sconfitti 9-11 nel set decisivo da Julio Peralta / Horacio Zeballos. Quell'anno fa anche il suo esordio in una prova del Grande Slam agli US Open, in coppia con Dominic Thiem supera Mariusz Fyrstenberg / Colin Fleming ed escono di scena al secondo turno.
Tra l'ultima parte del 2016 e le due stagioni successive disputa altri dieci tornei del circuito maggiore e vince in totale un solo incontro, mentre nello stesso periodo si aggiudica altri sei tornei Challenger con quattro diversi compagni di gioco. Nell'aprile 2017 si impone con Dino Marcan nel Challenger 125 di Anning, torneo con il montepremi più alto mai vinto fino ad allora, e a maggio raggiunge il 77º posto mondiale, nuovo miglior ranking. Nel marzo 2018 disputa il suo ultimo torneo da professionista in singolare. Nel febbraio 2019 perde la sua seconda semifinale ATP a Marsiglia, di nuovo con Arends, con cui vince in stagione due titoli Challenger.

### 2020-2022, prima finale ATP e 7 titoli Challenger
Nel 2020 vince due tornei Challenger e a febbraio esce dalla top 100. Nel 2021 ne vince quattro, come mai gli era successo in precedenza; sempre nel 2021 rappresenta per la prima volta l'Austria in una competizione ufficiale professionistica all'ATP Cup, e viene sconfitto in coppia con Philipp Oswald da Nicolas Mahut / Édouard Roger-Vasselin. Nel gennaio 2022 perde una finale Challenger e a febbraio arriva per la prima volta in finale in un torneo del circuito ATP al Córdoba Open, gioca assieme ad Andrej Martin e vengono battuti da Santiago González / Andrés Molteni con il punteggio di 5-7, 3-6. Disputa in seguito alcune semifinali Challenger e a giugno rientra nella top 100. A ottobre torna a vincere un titolo dopo quasi un anno al Challenger di Vilnius in coppia con Romain Arneodo. Chiude la stagione al 108º posto mondiale.

### 2023, finale al Masters di Monte Carlo e top 50
Continua a giocare con Arneodo e nel gennaio 2023 vincono il Challenger 125 di Ottignies-Louvain-la-Neuve. A febbraio raggiungono la semifinale all'ATP di Marsiglia. Ad aprile Weissborn consegue il risultato più prestigioso da inizio carriera raggiungendo con Arneodo la finale al Masters 1000 di Monte Carlo, eliminano tra gli altri i numeri 3 e 4 del mondo Rajeev Ram / Joe Salisbury e in finale vengono sconfitti 12-14 al super tie-break da Ivan Dodig / Austin Krajicek. Con questo risultato Weissborn guadagna 44 posizioni in classifica e la settimana dopo porta il best ranking alla 59ª. Sale alla 56ª quando il mese seguente vincono il Challenger di Mauthausen. Sempre con Arneodo, vince dopo 7 anni un incontro in una prova del Grande Slam al Roland Garros ed escono di scena al secondo turno. Raggiungono il secondo turno anche a Wimbledon e Weissborn sale alla 50ª posizione, mentre vengono eliminati al primo turno agli US Open. A fine stagione raggiungono la semifinale all'ATP di Anversa.

### 2024, una finale ATP e ritiro dall'agonismo
A febbraio disputa la finale all'ATP di Montpellier assieme ad Albano Olivetti e cedono al terzo set contro Sadio Doumbia / Fabien Reboul. Torna a giocare con Arneodo e perdono la finale al Challenger Open Pau-Pyrénées. Non superano la semifinale all'Estoril Open e il secondo turno al Monte Carlo Masters. Dopo un'altra semifinale Challenger, si ferma al secondo turno anche a Wimbledon in coppia con Sebastian Ofner e al primo turno agli US Open. Dopo l'ultimo torneo disputato a settembre, pone fine alla carriera agonistica per dedicarsi a quella di allenatore e a formare nuovi talenti nella sua accademia di tennis in Alta Austria.

## Statistiche
Aggiornate a fine carriera.

### Doppio

#### Finali perse (3)
| Legenda doppio       |
| Grande Slam (0)      |
| ATP Finals (0)       |
| ATP Masters 1000 (1) |
| ATP Tour 500 (0)     |
| ATP Tour 250 (2)     |

| N. | Data            | Torneo                          | Superficie  | Compagno        | Avversari in Finale              | Punteggio         |
| 1. | 6 febbraio 2022 | Córdoba Open, Cordoba           | Terra rossa | Andrej Martin   | Santiago González Andrés Molteni | 5-7, 3-6          |
| 2. | 16 aprile 2023  | Monte Carlo Masters             | Terra rossa | Romain Arneodo  | Ivan Dodig Austin Krajicek       | 0-6, 6-4, [12-14] |
| 3. | 4 febbraio 2024 | Open Sud de France, Montpellier | Cemento (i) | Albano Olivetti | Sadio Doumbia Fabien Reboul      | 7-65, 4-6, [6-10] |

### Tornei minori

#### Singolare

##### Vittorie (1)
| Legenda tornei minori |
| Challenger (0)        |
| Futures (1)           |

##### Sconfitte in finale (1)
| Legenda tornei minori |
| Challenger (0)        |
| Futures (1)           |

#### Doppio

##### Vittorie (43)
| Legenda tornei minori |
| Challenger (20)       |
| Futures (23)          |

| N.  | Data             | Torneo                                       | Superficie      | Compagno             | Avversari in finale                       | Punteggio              |
| 1.  | 14 novembre 2015 | Internazionali Val Gardena Südtirol, Ortisei | Cemento (i)     | Maximilian Neuchrist | Nikola Mektić Antonio Šančić              | 7-6(7), 6-3            |
| 2.  | 30 aprile 2016   | Ostrava Open, Ostrava                        | Terra rossa     | Sander Arends        | Lukáš Dlouhý Hans Podlipnik-Castillo      | 7-6(8), 6(4)-7, [10-5] |
| 3.  | 14 maggio 2016   | Heilbronner Neckarcup, Heilbronn             | Terra rossa     | Sander Arends        | Nikola Mektić Antonio Šančić              | 6-3, 6-4               |
| 4.  | 11 febbraio 2017 | Hungarian Challenger Open, Budapest          | Cemento (i)     | Dino Marcan          | Blaž Kavčič Franko Škugor                 | 6-3, 3-6, [16-14]      |
| 5.  | 29 aprile 2017   | Kunming Open, Anning                         | Terra rossa     | Dino Marcan          | Steven de Waard Blaž Kavčič               | 5-7, 6-3, [10-7]       |
| 6.  | 29 luglio 2017   | I. ČLTK Prague Open, Praga                   | Terra rossa     | Jan Šátral           | Gero Kretschmer Andreas Mies              | 3-6, 7-5, [10-3]       |
| 7.  | 20 gennaio 2018  | Koblenz Open, Coblenza                       | Cemento (i)     | Romain Arneodo       | Sander Arends Antonio Šančić              | 6(4)-7, 7-5, [10-6]    |
| 8.  | 17 febbraio 2018 | Challenger La Manche, Cherbourg              | Cemento (i)     | Romain Arneodo       | Antonio Šančić Ken Skupski                | 6-3, 1-6, [10-4]       |
| 9.  | 31 marzo 2018    | Saint-Brieuc Challenger, Saint-Brieuc        | Cemento (i)     | Sander Arends        | Luke Bambridge Joe Salisbury              | 4-6, 6-1, [10-7]       |
| 10. | 26 gennaio 2019  | Open de Rennes, Rennes                       | Cemento (i)     | Sander Arends        | David Pel Antonio Šančić                  | 6-4, 6-4               |
| 11. | 27 aprile 2019   | ATP Challenger China International, Nanchang | Terra rossa (i) | Sander Arends        | Alex Bolt Akira Santillan                 | 6-2, 6-4               |
| 12. | 25 gennaio 2020  | Open de Rennes, Rennes                       | Cemento (i)     | Antonio Šančić       | Tejmuraz Gabašvili Lukáš Lacko            | 7-5, 6(5)-7, [10-7]    |
| 13. | 10 ottobre 2020  | Sánchez-Casal Cup, Barcellona                | Terra rossa     | Szymon Walków        | Harri Heliövaara Alex Lawson              | 6-1, 4-6, [10-8]       |
| 14. | 23 ottobre 2021  | Lošinj Open, Lussino                         | Terra rossa     | Andrej Martin        | Victor Vlad Cornea Ergi Kırkın            | 6-1, 7-6(5)            |
| 15. | 13 novembre 2021 | Internazionali Val Gardena Südtirol, Ortisei | Cemento (i)     | Antonio Šančić       | Alexander Erler Lucas Miedler             | 7-6(8), 4-6, [10-8]    |
| 16. | 20 novembre 2021 | Open Pau-Pyrénées, Pau                       | Cemento (i)     | Romain Arneodo       | Aisam-ul-Haq Qureshi David Vega Hernández | 6-4, 6-2               |
| 17. | 4 dicembre 2021  | Internazionali Città di Forlì II, Forlì      | Cemento (i)     | Antonio Šančić       | Lukáš Rosol Vitaliy Sachko                | 7-6(4), 4-6, [10-7]    |
| 18. | 22 ottobre 2022  | Vilnius Open, Vilnius                        | Cemento (i)     | Romain Arneodo       | Dan Added Théo Arribagé                   | 6-4, 5-7, [10-5]       |
| 19. | 28 gennaio 2023  | BW Open, Ottignies-Louvain-la-Neuve          | Cemento (i)     | Romain Arneodo       | Roman Jebavý Adam Pavlásek                | 6-4, 6-3               |
| 20. | 13 maggio 2023   | Danube Upper Austria Open, Mauthausen        | Terra rossa     | Romain Arneodo       | Constantin Frantzen Hendrik Jebens        | 6-4, 6-2               |

##### Sconfitte in finale (33)
| Legenda tornei minori |
| Challenger (15)       |
| Futures (18)          |

| N.  | Data              | Torneo                                           | Superficie  | Compagno       | Avversari in finale                  | Punteggio              |
| 1.  | 6 maggio 2016     | Garden Open, Roma                                | Terra rossa | Sander Arends  | Bai Yan Li Zhe                       | 3-6, 6-3, [9-11]       |
| 2.  | 4 giugno 2016     | Franken Challenge, Fürth                         | Terra rossa | Andrej Martin  | Facundo Argüello Roberto Maytín      | 3-6, 4-6               |
| 3.  | 18 febbraio 2017  | Challenger La Manche, Cherbourg                  | Cemento (i) | Dino Marcan    | Roman Jebavý Igor Zelenay            | 6(4)-7, 7-6(4), [6-10] |
| 4.  | 25 febbraio 2017  | Internazionali di Bergamo, Bergamo               | Cemento (i) | Dino Marcan    | Julian Knowle Adil Shamasdin         | 3-6, 3-6               |
| 5.  | 3 giugno 2017     | Internazionali Città di Vicenza, Vicenza         | Terra rossa | Sekou Bangoura | Gero Kretschmer Alexander Satschko   | 4-6, 6(4)-7            |
| 6.  | 23 giugno 2017    | Poprad-Tatry ATP Challenger Tour, Poprad         | Terra rossa | Luca Margaroli | Mateusz Kowalczyk Andreas Mies       | 3-6, 6(3)-7            |
| 7.  | 18 novembre 2017  | Internazionali Città di Brescia, Brescia         | Cemento (i) | Luca Margaroli | Sander Arends Sander Gillé           | 2-6, 3-6               |
| 8.  | 29 settembre 2018 | Open d'Orléans, Orléans                          | Cemento (i) | Yannick Maden  | Luke Bambridge Jonny O'Mara          | 2-6, 4-6               |
| 9.  | 2 marzo 2019      | Open Pau-Pyrénées, Pau                           | Cemento (i) | Sander Arends  | Scott Clayton Adil Shamasdin         | 6(4)-7, 7-5, [8-10]    |
| 10. | 13 aprile 2019    | Santaizi ATP Challenger, Taipei                  | Cemento (i) | Sander Arends  | Sriram Balaji Jonathan Erlich        | 3-6, 2-6               |
| 11. | 1º febbraio 2020  | Challenger Series - Newport Beach, Newport Beach | Cemento     | Antonio Šančić | Gonzalo Escobar Ariel Behar          | 2-6, 4-6               |
| 12. | 26 giugno 2021    | Aspria Tennis Cup, Milano                        | Terra rossa | Dustin Brown   | Vít Kopřiva Jiří Lehečka             | 4-6, 0-6               |
| 13. | 29 gennaio 2022   | Santa Cruz Challenger, Santa Cruz de la Sierra   | Terra rossa | Andrej Martin  | Diego Hidalgo Cristian Rodríguez     | 6-4, 3-6, [8-10]       |
| 14. | 15 ottobre 2022   | Saint-Tropez Open, Saint-Tropez                  | Cemento     | Romain Arneodo | Dan Added Albano Olivetti            | 3-6, 6-3, [10-12]      |
| 15. | 24 febbraio 2024  | Open Pau-Pyrénées, Pau                           | Cemento (i) | Romain Arneodo | Brandon Nakashima Christian Harrison | 6(5)-7, 4-6            |